# 927 هـ
927 هـ هي سنة في التقويم الهجري امتدت مقابلةً في التقويم الميلادي بين سنتي 1520 و1521.

## وفيات
- حمد الله الأماسي
- فضل الله بن روزبهان الخنجي
- المستمسك بالله